# ×Solidaster
× Solidaster là một chi thực vật có hoa trong họ Cúc (Asteraceae).

## Loài
Chi × Solidaster gồm các loài: